# Meesia ulei
Meesia ulei är en bladmossart som beskrevs av C. Müller 1898. Meesia ulei ingår i släktet svanmossor, och familjen Meesiaceae. Inga underarter finns listade i Catalogue of Life.